# Prêmio Ganso de Ouro
O Prêmio Ganso de Ouro (em inglês:  Golden Goose Award) é um prêmio dos Estados Unidos que reconhece oficialmente cientistas financiados com recursos federais para pesquisas básicas que resultaram em inovações ou inventos que causaram impactos significativos sobre a humanidade ou sociedade. Suas consequências foram benefícios significantes em saúde e economia. 

## Recipientes
- 2012 - Charles Hard Townes, Osamu Shimomura, Martin Chalfie e Roger Tsien
- 2013 - Alvin Roth, David Gale, Lloyd Shapley; Thomas Dale Brock, Hudson Freeze; John Eng
- 2014 - Larry Smarr; Preston McAfee, Paul Milgrom, Robert B. Wilson; Tiffany Field, Gary Evoniuk, Cynthia Kuhn, Saul Schanberg